# MS Hanseatic
MS Hanseatic – statek pasażerski.

## Wyposażenie statku
Na pokładzie MS Hanseatic znajduje się 88 kabin, a ponadto m.in.:
- restauracje
- bufet
- pizzeria
- teatr
- kluby
- bary
- kasyno
- klub nocny
- centrum fitness
- boisko
- trasa do joggingu
- centrum odnowy biologicznej
- jacuzzi
- basen
- basen dla dzieci
- sala zabaw dla dzieci
- kaplica
- butiki

## MS Hanseatic w Polsce
Dnia 8 czerwca 2007 MS Hanseatic przycumował przy Nabrzeżu Pomorskim obok Skweru Kościuszki w Gdyni. Był to największy statek pasażerski, który do tej pory przycumował w tym miejscu. Dla uczczenia tej wizyty tego samego dnia odbyła się uroczystość wmurowania pamiątkowej tablicy w Alei Statków Pasażerskich.